# Социалистическая партия Франции — Союз Жана Жореса
Социалистическая партия Франции — Союз Жана Жореса (фр. Parti socialiste de France — Union Jean Jaurès) — французская партия неосоциалистов середины 1930-х годов. Создана в 1933 году в результате откола от СФИО группы Марселя Деа—Адриена Марке. Стояла на позициях крайне правой социал-демократии с корпоративистским уклоном. Влилась в Социалистический республиканский союз, примкнувший к Народному фронту.

## Откол и создание
С начала 1930-х в социалистической партии СФИО оформился непреодолимый раскол между марксистским большинством и течением неосоциалистов, ориентированных на идеи Анри де Мана. Лидерами неосоциалистов являлись секретарь парламентской фракции СФИО Марсель Деа, мэр Бордо Адриен Марке, инженер Бартелеми Монтаньон. Они выступали с позиций корпоративизма и жёсткого антикоммунизма, социально ориентировались прежде всего на средние слои (крестьянство, городская мелкая буржуазия, промышленно-технический персонал) призывали соединить социализм с национализмом и таким образом «опередить фашизм». С неосоциалистами смыкались правые социал-реформисты, в том числе влиятельный социалист старшего поколения Пьер Ренодель.
На съезде СФИО в июле 1933 Деа, Марке и Монтаньон изложили свои концепции. Марке огласил триединый принцип L’ordre, l’autorité, la nation — Порядок, авторитет, нация. Эти позиции натолкнулись на резкое отторжение и протест большинства делегатов. Речь Марке лидер партии Леон Блюм характеризовал как «ужасающую». В ноябре Деа, Марке, Монтаньон были исключены из СФИО.
Неосоциалисты были готовы к такому обороту событий. Ещё до конца 1933 года они учредили свою организацию — Социалистическую партию Франции — Союз Жана Жореса (PSdF). Название выглядело спорным, поскольку неосоциализм имел мало общего с реальным наследием Жореса. Но к PSdF первоначально присоединился Пьер Ренодель, известный как сподвижник Жореса и очевидец его гибели. Печатным органом партии стало издание Реноделя Vie socialiste («Социалистическая жизнь»). В основании PSdF участвовали видные французские политики — будущий премьер-министр Франции Поль Рамадье, депутаты Эрнест Лафон, Александр Варенн, Габриэль Лафайе, Анри Андро и ряд других.
Наиболее активные организации PSdF возникли в Бордо и Жиронде — этому способствовал организационный потенциал Адриена Марке. Однако стать массовой политической силой общенационального уровня партии не удалось. Французские сторонники социализма не искали альтернативы СФИО, не поддерживали неосоциалистических доктринальных изысканий и осудили раскол. Численность PSdF ненамного превышала 20 тысяч человек.

## Идеи и практика
Идеология PSdF основывалась на неосоциализме с заметным влиянием личных взглядов Деа и Марке. Неосоциалисты пропагандировали национально-революционный корпоративизм. Этический социализм в их версии основывался на французской коллективной духовности. Они призывали создать антикапиталистический и антикоммунистический фронт, который «заменит старые партии, как справа, так и слева». Марсель Деа подчёркивал, что ему безразлично совпадение риторики с гитлеровской.
Организационная модель основывалась на военизированной системе. Ветеран и орденоносец Первой мировой войны Деа был фанатично привержен принципам «окопного братства». При всех идеологических различиях и враждебности многое в партийном строительстве сознательно копировалась с НСДАП, а отчасти даже с ВКП(б). Были созданы не только «технические группы» (подготовка управленческих кадров), но и молодёжные «боевые группы», подобные германским СА. Даже расклейщики листовок проходили военно-спортивную подготовку и обучались оперативным навыкам. Символической эмблемой партии был избран баран — олицетворение весны, молодости и силы.
Такие новации в идеологии и оргструктуре шли вразрез с традициями французского социалистического движения (зато напоминали издавна враждебные социалистам «мятежные лиги» типа Аксьон франсез). Ренодель и его сторонники порвали с PSdF. Однако их присутствие уже не являлось важным для Деа и его единомышленников.
После февральских событий 1934 неосоциалисты оказались представлены в правительстве. Адриен Марке занял пост министра труда в антикризисном кабинете Гастона Думерга. Он проводил политику, подобную американскому новому курсу Рузвельта — стимулирование экономики через развитие системы общественных работ.

## Коалиция и Народный фронт
В 1935 PSdF объединилась с двумя небольшими социалистическими партиями в коалиционную формацию Социалистический республиканский союз (USR). Новые союзники PSdF принадлежали к традиционному социал-реформизму, далёкому от неосоциализма. Коалиция с ними определялась не идеологией, а предвыборной тактикой Деа. Марке не согласился с таким решением, вышел из PSdF и учредил собственную Неосоциалистическую партию.
В 1936 году USR примкнул к левоцентристскому Народному фронту. Несколько месяцев Деа был министром авиации в правительстве Альбера Сарро. Неосоциалисты организовали массовую кампанию в поддержку своего «Французского плана», сходного с корпоративистской системой Муссолини. Эта программа не получила развития, однако на парламентских выборах 1936 Народный фронт одержал победу. USR удалось сформировать парламентскую фракцию из двадцати-тридцати депутатов. Правительственные посты второго-третьего уровня получили несколько представителей USR.

## Продолжение при оккупации
В период немецкой оккупации USR прекратил существование. Деятели бывшей PSdF заняли разные позиции. Деа, Марке, Монтаньон, Лафайе были видными коллаборационистами. Деа основал профашистское Национально-народное объединение (RNP), был министром в правительстве Виши. Идеология RNP воспроизводила программные установки Деа времён PSdF. С другой стороны, Рамадье и Андро участвовали в Сопротивлении, Варенн пытался легально выступать против вишистских властей.
Более мощной силой сходного направления являлась откровенно фашистская и прогерманская Французская народная партия (PPF) Жака Дорио. Однако неосоциалисты до концы причисляли себя к социал-демократии и не шли на прямой альянс с PPF. Кроме того, Деа и Дорио разделяла непримиримая личная вражда.